# Котельва (река)
Котельва (укр. Котельва) — левый приток реки Ворскла, протекающий по Краснокутскому (Харьковская область) и Котелевскому (Полтавская область) районам.

## Общие сведения
Длина — 31 км. Площадь водосборного бассейна — 497 км². Русло реки в нижнем течении (восточнее пгт Котельва) находится на высоте 103,7 м над уровнем моря, в верхнем течении (пруд в селе Пархомовка) — 124,4 м.

## География
Река течёт в западном направлении, кроме приустьевого участка — поворачивает на север. Река берёт начало в балке Глубокий яр в лесном массиве, что восточнее села Пархомовка (Краснокутский район). Впадает в рукав Быстрая реки Ворскла на юго-восточной окраине пгт Котельва (Котелевский район).
Долина трапециевидная, шириной до 2 км, глубиной до 30 м. Русло умеренно-извилистое, местами шириной до 2 м. На реке есть несколько прудов (два крупных в селе Пархомовка). Местами русло реки в среднем течении пересыхает в летний период. В пойме реки присутствуют очагами заболоченные участки с тростниковой и луговой растительностью.

## Притоки
Левый: Котелевка; правый: Орешня.

## Населённые пункты
Населённые пункты на реке от истока к устью:
- Краснокутский район: Пархомовка;
- Котелевский район: Сидоряче, Чернещина, пгт Котельва.